# Ptecticus ficulinus
Ptecticus ficulinus är en tvåvingeart som beskrevs av Lindner 1940. Ptecticus ficulinus ingår i släktet Ptecticus och familjen vapenflugor.
Artens utbredningsområde är Costa Rica. Inga underarter finns listade i Catalogue of Life.